# Avon (Alabama)
Pour les articles homonymes, voir Avon.
La ville américaine d’Avon est située dans le comté de Houston, dans l’État de l’Alabama. Elle comptait 473 habitants en 2007.

## Démographie
| 1960 | 1970 | 1980 | 1990 | 2000 | 2010 |
| ---- | ---- | ---- | ---- | ---- | ---- |
| 132  | 374  | 433  | 462  | 466  | 543  |

## Source
- (en) Cet article est partiellement ou en totalité issu de l’article de Wikipédia en anglais intitulé « Avon, Alabama » (voir la liste des auteurs).